# Teatre Dailes
El Teatre Dailes (en letó, Dailes teātris), és un teatre de Letònia, i està ubicat a la ciutat de Riga, capital del país. El seu fundador va ser l'actor i director Eduards Smiļģis, que en el seu temps estava treballant al Teatre de Letònia a Sant Petersburg.
Després de la Guerra de la Independència de Letònia el gener de 1920, s'esperava que s'edifiqués a la capital una Casa del poble sota el lideratge de Rainis. La falta de recursos en aquell moment va fer que no fos possible construir un edifici per allotjar aquesta societat. Finalment es van habilitar els locals de la Societat de crèdit d'artesans letons a Riga (en letó: Rīgas latviešu amatnieku palīdzības biedrība) i a poc a poc, la idea de la Casa del poble com a centre cultural va ser substituïda per la del teatre el nom del qual va ser suggerit per A. Gulbis. Es va inaugurar el 19 de novembre de 1920 amb l'espectacle Indulis un Ārija d'una obra de Rainis.
A la tardor de 1924, es va fundar l'estudi d'art dramàtic, dissenyat per formar els futurs actors de la companyia. L'estudi va treballar durant tres temporades successives.
El 1925, el grup teatral va participar en l'Exposició Internacional d'Art Modern Arts Decoratives i Industrials de París, on Eduards Smiļģis va rebre una medalla d'or.